# Trollhättans kommun
Trollhättans kommun är en kommun i Västra Götalands län, i före detta Älvsborgs län. Kommunen använder namnet Trollhättans stad. Centralort är Trollhättan.

## Administrativ historik
Kommunens område motsvarar socknarna: Fors, Gärdhem, Lagmansered, Norra Björke, Rommele, Stora Mellby (mindre del), Trollhättan, Upphärad, Vassända-Naglum (del av) och Väne-Åsaka. I dessa socknar bildades vid kommunreformen 1862 landskommuner med motsvarande namn. 
1916 bildades Trollhättans stad av Trollhättans landskommun och mindre områden ur andra kringliggande landskommuner. 1920 införlivades i stadskommunen områden ur Västra Tunhems landskommun och 1945 södra delen av den då upplösta Vassända-Naglums landskommun.
Vid kommunreformen 1952 bildades storkommunerna Bjärke (av de tidigare kommunerna Erska, Magra, Lagmansered, Långared och Stora Mellby), Flundre (av Fors, Rommele, Upphärad och Åsbräcka) samt Södra Väne (av Gärdhem, Norra Björke och Väne-Åsaka) medan Trollhättans stad kvarstod oförändrad.
1967 införlivades Södra Väne landskommun i Trollhättans stad. Trollhättans kommun bildades vid kommunreformen 1971 av Trollhättans stad och delar ur Flundre landskommun (Rommele, Fors och Upphärads församlingar). 1974 införlivades en del ur Bjärke kommun (Lagmansereds församling och mindre del av Stora Mellby församling).
Kommunen ingick från bildandet till 2004 i Trollhättans domsaga och kommunen ingår sedan 2004 i Vänersborgs domkrets.
Kommunen ingår sedan 2012 i Förvaltningsområdet för finska.

## Geografi
Trollhättans kommun är belägen i de nordvästra delarna av landskapet Västergötland. Göta älv delar kommunens nordvästra del. Kommunen gränsar i öster till Grästorps kommun och Essunga kommun i före detta Skaraborgs län, i öster till Alingsås kommun, i söder till Ale kommun, i väster till Lilla Edets kommun samt i norr till Vänersborgs kommun, alla fyra i före detta Älvsborgs län.

### Topografi och hydrografi
Berggrundsytan i området är en låglänt urbergsslätt, där sprickor och förkastningar har skapat lerfyllda dalstråk mellan skogklädda bergkullar. Göta älv följer en tydlig sprickdal och, likt många andra vattendrag i kommunen, har älvfåran eroderats i leran, vilket lett till omfattande skred och raviner. I den norra delen av kommunen dominerar odlingsbygd med en lerslätt som avslutas av Hunnebergs branta klippor. Skogsområden återfinns främst i öster, som Kuleskog, samt mellan Vanderydvattnet och Gravlången i söder.

### Administrativ indelning
Fram till 2016 var kommunen för befolkningsrapportering indelad i åtta församlingar:
- Bjärke församling (ligger även i Alingsås kommun)
- Fors-Rommele församling
- Gärdhems församling
- Götalundens församling
- Lextorps församling
- Trollhättans församling
- Upphärads församling
- Åsaka-Björke församling

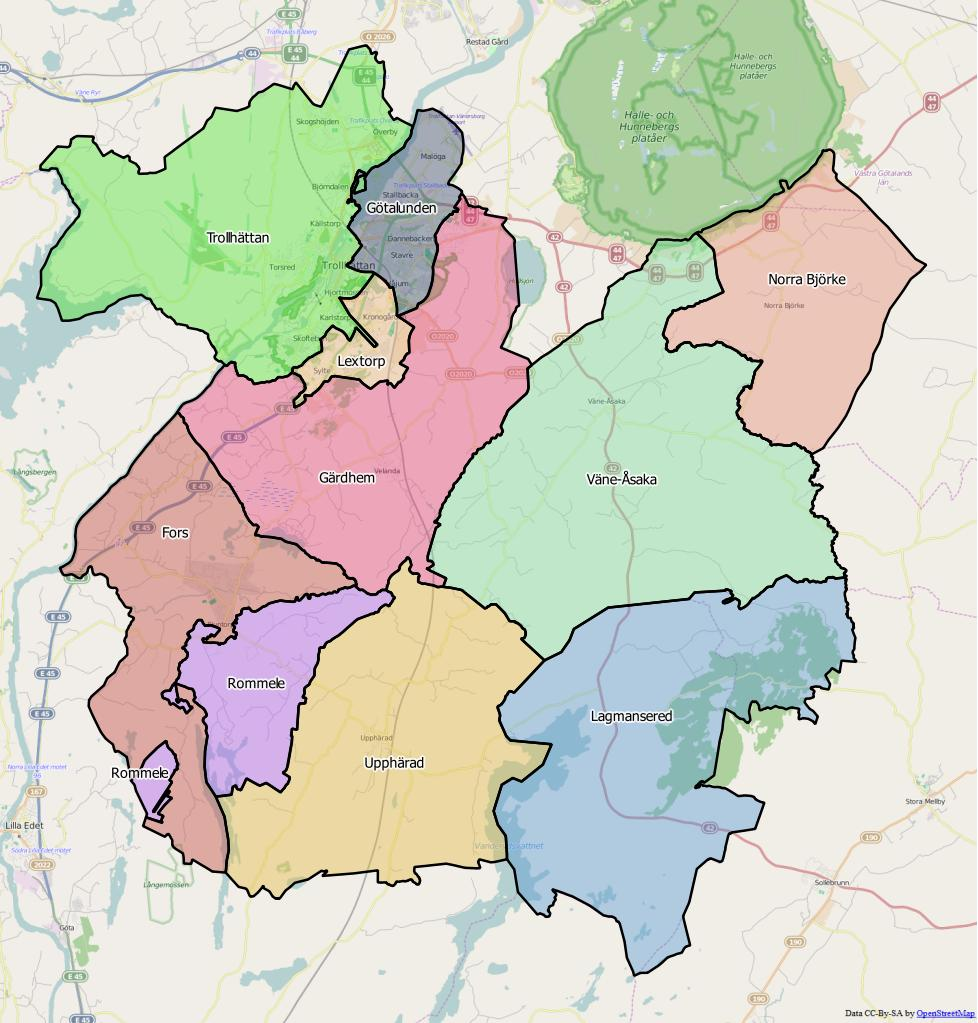
Distrikt inom Trollhättans kommun

Från 2016 indelas kommunen i följande distrikt:

- Fors
- Gärdhem
- Götalunden
- Lagmansered
- Lextorp
- Norra Björke
- Rommele
- Trollhättan
- Upphärad
- Väne-Åsaka

### Tätorter
Vid tätortsavgränsningen av Statistiska centralbyrån den 31 december 2015 fanns det fem tätorter i Trollhättans kommun. 
| Nr | Tätort               | Folkmängd |
| -- | -------------------- | --------- |
| 1  | Trollhättan (del av) | 48 573    |
| 2  | Sjuntorp             | 2 213     |
| 3  | Upphärad             | 572       |
| 4  | Velanda              | 592       |
| 5  | Väne-Åsaka           | 327       |

Centralorten är i fet stil.

Tätorten Trollhättans var delad på två kommuner: Trollhättans kommun (46 400 personer) och Vänersborgs kommun (57 personer).

## Styre och politik

### Styre
Trollhättans kommun har fram till 2022 alltid styrts av Socialdemokraterna, oftast i egen majoritet. 2022 förlorade partiet makten för första gången, och ett borgerligt minoritetsstyre formades bestående av Moderaterna, Kristdemokraterna och Centerpartiet.

### Kommunfullmäktige

#### Presidium
| Presidium 2022–2026    | Presidium 2022–2026 | Presidium 2022–2026         |
| ---------------------- | ------------------- | --------------------------- |
| Ordförande             | M                   | Angelica Lundgren Bielinski |
| Förste vice ordförande | S                   | Tony Georgiou               |
| Andre vice ordförande  | KD                  | Bedros Cicek                |

#### Mandatfördelning 1970–2022
|  | 27 | 9 | 9 | 4 |

| 42 | 9 |

| 3 | 26 | 11 | 6 | 5 |

| 41 | 10 |

| 3 | 32 | 12 | 8 | 6 |

| 45 | 16 |

| 5 | 31 | 9 | 8 | 8 |

| 42 | 19 |

| 4 | 34 | 7 | 5 | 11 |

| 38 | 23 |

| 4 | 31 |  | 6 | 8 | 10 |

| 42 | 19 |

| 4 | 31 | 5 | 6 | 7 | 8 |

| 38 | 23 |

| 4 | 26 | 3 | 3 | 6 | 6 |  | 11 |

| 43 | 18 |

| 6 | 32 | 5 | 4 | 4 |  | 9 |

| 35 | 26 |

| 8 | 27 | 4 |  | 3 | 3 | 4 | 10 |

| 35 | 26 |

| 6 | 30 | 3 |  | 4 | 5 | 4 | 7 |

| 32 | 29 |

| 3 | 33 | 3 |  | 4 | 4 | 4 | 9 |

| 33 | 28 |

| 3 | 31 | 4 | 3 |  | 5 |  | 11 |

| 35 | 26 |

| 4 | 27 | 4 | 6 | 3 | 4 |  | 11 |

| 33 | 28 |

| 4 | 24 | 3 | 8 | 4 | 3 |  | 13 |

| 29 | 32 |

| 5 | 22 | 10 | 4 |  | 18 |

| 29 | 32 |

### Nämnder

#### Kommunstyrelse
| Presidium 2022–2026    | Presidium 2022–2026 | Presidium 2022–2026      |
| ---------------------- | ------------------- | ------------------------ |
| Ordförande             | M                   | Peter Eriksson           |
| Förste vice ordförande | S                   | Sofia Andersson Dharsani |
| Andre vice ordförande  | C                   | Sofia Lindholm           |

#### Övriga nämnder
Avser mandatperioden 2022–2026. 
| Nämnd                      | Ordförande | Ordförande              | Vice ordförande | Vice ordförande    |
| -------------------------- | ---------- | ----------------------- | --------------- | ------------------ |
| Omsorgsnämnden             | M          | Cecilia Gustafsson      | S               | Nina Ljungqvist    |
| Kultur- och fritidsnämnden | KD         | Bedros Cicek            | S               | Peter Johnsson     |
| Omsorgsnämnden             | M          | Nettan Larsson          | S               | Mussa Selim        |
| Samhällsbyggnadsnämnden    | M          | Jennie Bergius Eriksson | S               | Mikael Sundström   |
| Utbildningsnämnden         | M          | Marie-Louise Coon       | S               | Jennie Olsson Öhrn |
| Överförmyndarnämnden       | M          | Johannes Tjus           | S               | Eva Wallin         |
| Valnämnden                 | M          | Rolf Elamsson           | S               | Helen Larsson      |

Källa:

### Valresultat 2022
| Parti                            | Valdistrikt   | Valdistrikt | Kommun  |
| Parti                            | Starkaste     | Andel       | Andel   |
| -------------------------------- | ------------- | ----------- | ------- |
| S                                | Kronogården S | 50,00 %     | 34,77 % |
| M                                | Björndalen    | 40,43 %     | 27,38 % |
| SD                               | Upphärad      | 32,00 %     | 15,39 % |
| V                                | Sylte N       | 14,64 %     | 7,06 %  |
| KD                               | Velanda       | 6,54 %      | 3,87 %  |
| MP                               | Björndalen    | 4,58 %      | 2,63 %  |
| L                                | Skoftebyn N   | 4,17 %      | 2,51 %  |
| PNy                              | Sylte N       | 3,21 %      | 0,58 %  |
| Data hämtat från Valmyndigheten. |               |             |         |

Exklusive uppsamlingsdistrikt. Partier som fått mer än en procent av rösterna i minst ett valdistrikt redovisas.

## Ekonomi och infrastruktur

### Näringsliv
Tidigare var kommunen känd som en stark industriell kommun, särskilt inom fordonsindustrin. Även om nedläggningar inom denna sektor har minskat tillverkningsindustrins betydelse, finns fortfarande betydande industrier i området. National Electric Vehicle Sweden AB, GKN Aerospace Sweden AB, Parker Hannifin AB, EDS Sweden AB och Vattenfall AB är några av de stora industriföretagen, alla belägna i centralorten. Utöver dessa är Norra Älvsborgs länssjukhus och kommunen självt betydande arbetsplatser i området.

### Infrastruktur

#### Transporter
Kommunen genomkorsas av Göta älv med farleden Trollhätte kanal. Vägarna E45, riksväg 42, riksväg 44 och riksväg 47 går igenom kommunen. Norge/Vänerbanan (f.d. Bergslagsbanan) trafikeras av SJ:s, Vy:s och Tågabs fjärrtåg mellan Göteborg och Oslo respektive Karlstad samt regiontågen Västtågen med stopp i Trollhättan.

## Befolkning

### Demografi

#### Befolkningsutveckling
Kommunen har 58 943 invånare (31 mars 2025), vilket placerar den på 41:a plats avseende folkmängd bland Sveriges kommuner.
| Befolkningsutvecklingen i Trollhättans kommun 1970–2020 | Befolkningsutvecklingen i Trollhättans kommun 1970–2020 | Befolkningsutvecklingen i Trollhättans kommun 1970–2020 | Befolkningsutvecklingen i Trollhättans kommun 1970–2020 | Befolkningsutvecklingen i Trollhättans kommun 1970–2020 |
| ------------------------------------------------------- | ------------------------------------------------------- | ------------------------------------------------------- | ------------------------------------------------------- | ------------------------------------------------------- |
|                                                         |                                                         |                                                         |                                                         |                                                         |
| År                                                      |                                                         |                                                         | Folkmängd                                               |                                                         |
| 1970                                                    | 1970                                                    |                                                         | 48 626                                                  |                                                         |
| 1975                                                    | 1975                                                    |                                                         | 50 225                                                  |                                                         |
| 1980                                                    | 1980                                                    |                                                         | 49 600                                                  |                                                         |
| 1985                                                    | 1985                                                    |                                                         | 49 173                                                  |                                                         |
| 1990                                                    | 1990                                                    |                                                         | 51 047                                                  |                                                         |
| 1995                                                    | 1995                                                    |                                                         | 52 482                                                  |                                                         |
| 2000                                                    | 2000                                                    |                                                         | 52 891                                                  |                                                         |
| 2005                                                    | 2005                                                    |                                                         | 53 302                                                  |                                                         |
| 2010                                                    | 2010                                                    |                                                         | 55 248                                                  |                                                         |
| 2015                                                    | 2015                                                    |                                                         | 57 092                                                  |                                                         |
| 2020                                                    | 2020                                                    |                                                         | 59 249                                                  |                                                         |

#### Utländsk bakgrund
Den 31 december 2019 utgjorde antalet invånare med utländsk bakgrund (utrikes födda personer samt inrikes födda med två utrikes födda föräldrar) 17 619, eller 29,83 % av befolkningen (hela befolkningen: 59 058 den 31 december 2019).

#### Invånare efter de vanligaste födelseländerna
Den 31 december 2019 utgjorde folkmängden i Trollhättans kommun 59 058 personer. Av dessa var 12 854 personer (21,8 %) födda i ett annat land än Sverige. I denna tabell har de nordiska länderna samt de 12 länder med flest antal utrikes födda (i hela riket) tagits med. En person som inte kommer från något av de här 17 länderna har istället av Statistiska centralbyrån förts till den världsdel som deras födelseland tillhör.
| Födelseland      | Födelseland                                 | Födelseland |
| ---------------- | ------------------------------------------- | ----------- |
| 31 december 2019 |                                             |             |
| 1                | Sverige                                     | 46 204      |
| 2                | Asien: Alla länder                          | 5 028       |
| 3                | Europa utom EU28 och Norden                 | 2 518       |
| 4                | Afrika: Alla länder                         | 1 813       |
| 5                | Syrien                                      | 1 521       |
| 6                | Somalia                                     | 1 306       |
| 7                | Europeiska unionen: Alla länder utom Norden | 1 291       |
| 8                | Finland                                     | 1 095       |
| 9                | Irak                                        | 947         |
| 10               | / SFR Jugoslavien/FR Jugoslavien            | 819         |
| 11               | Bosnien och Hercegovina                     | 561         |
| 12               | Norge                                       | 372         |
| 13               | Sydamerika                                  | 299         |
| 14               | Afghanistan                                 | 298         |
| 15               | Polen                                       | 252         |
| 16               | Turkiet                                     | 218         |
| 17               | Danmark                                     | 197         |
| 17               | Tyskland                                    | 197         |
| 17               | Iran                                        | 197         |
| 18               | Thailand                                    | 190         |
| 19               | Nordamerika                                 | 175         |
| 20               | Eritrea                                     | 59          |
| 21               | Island                                      | 31          |
| 22               | Oceanien                                    | 19          |
| 23               | Sovjetunionen                               | 11          |
| 24               | Okänt födelseland                           | 5           |

## Kultur

### Kommunvapen
Blasonering: I rött fält en balkvis gående silverström belagd med två svarta sparrar, däröver en chef av silver med en röd, antik blixt.
Kungl. Maj:t fastställde vapnet 1918 för den nyblivna staden Trollhättan med syftning på älven, slussarna och kraftverket. Det registrerades 1974 för kommunen i PRV.